# Chromatografie na tenké vrstvě

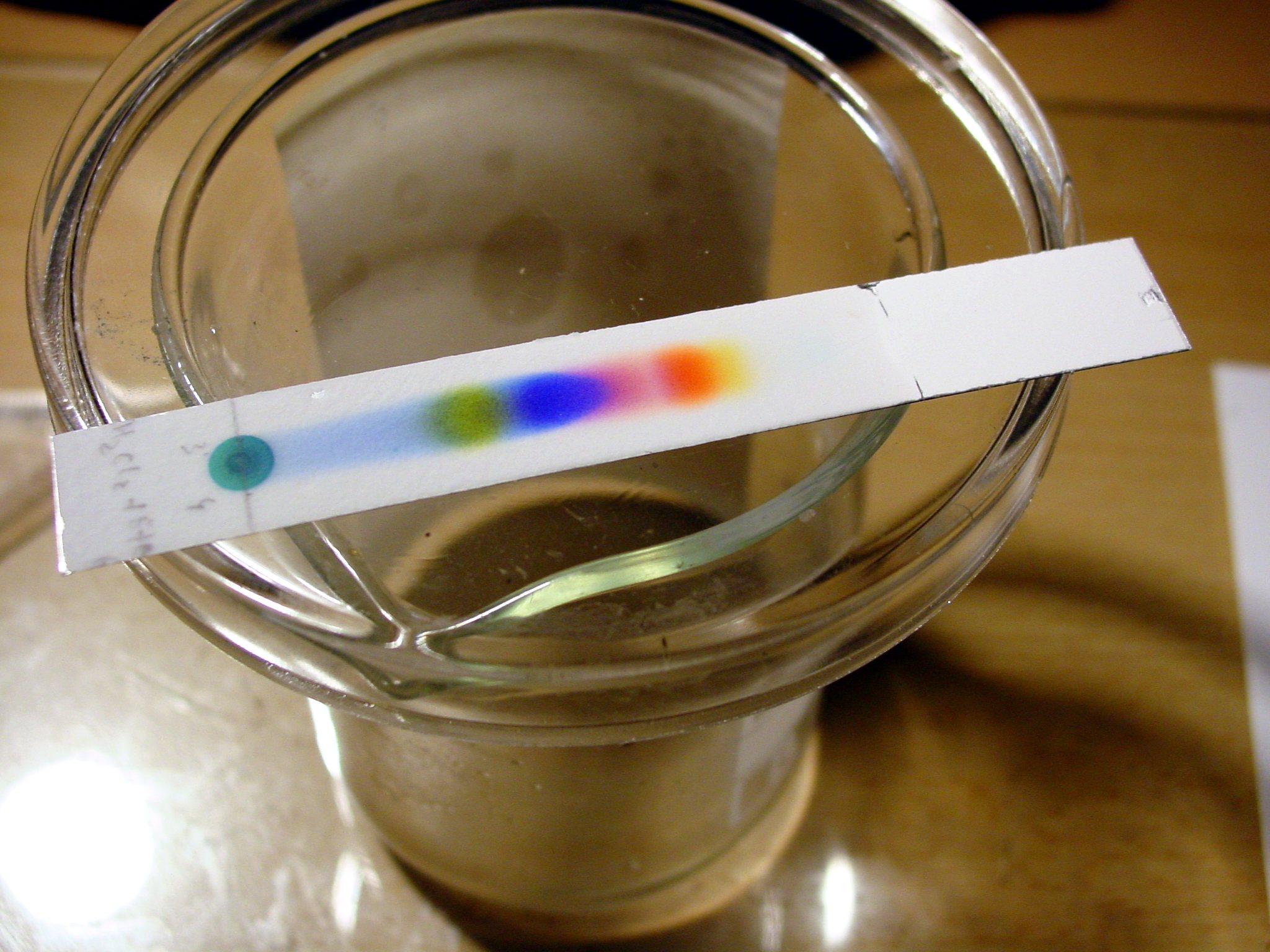
Rozdělené složky černého inkoustu pomocí TLC

Chromatografie na tenké vrstvě (zkratka TLC z anglického Thin Layer Chromatography) je rychlou analytickou metodou analytické chemie. V principu jde o rozdělování jednotlivých látek mezi postupující pohyblivou (mobilní) fázi rozpouštědla a pevnou (stacionární) fázi tenké vrstvy.

## Postup
Stacionární fáze je nejčastěji hliníková destička pokrytá sorbentem (silikagel, oxid hlinitý) a mobilní fází jsou organická rozpouštědla – tzv. vyvíjecí soustava. Testovaná látka se nanese na jedno (např. tužkou označené) místo destičky nakapáním, mnohem častěji však „naočkováním“ tenkou kapilárou s roztokem vzorku. Toto místo se nazývá startovní skvrna nebo prostě start. Podle potřeby lze také při zachování přímky nanést několik vzorků v rozumné vzdálenosti od sebe. Poté se destička vloží do vyvíjecí komory, ve které je rozpouštědlo (nebo častěji směs rozpouštědel v určitém poměru - takzvaná vyvíjecí soustava), které okamžitě začne vzlínat silikagelem vzhůru. Při svém postupu silikagelem narazí na látky ve skvrně a začne je dělit, podobně, jako se dělí barvy fixy na papíře politém vodou.
Na obrázcích je příklad chromatografie pro rozdělení barviv zelených listů v sedmi krocích. Karoteny se oddělily velmi rychle a jsou vidět pouze do kroku 2. Chlorofyl A a B jsou v posledním kroku uprostřed a xanthofyly zůstaly dole.

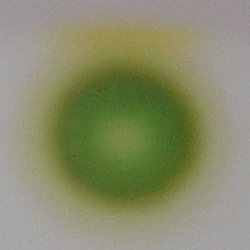
Krok 1
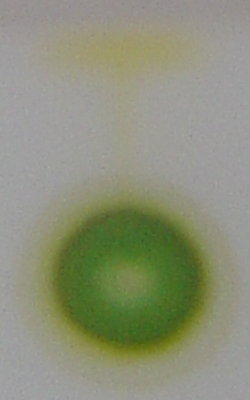
Krok 2
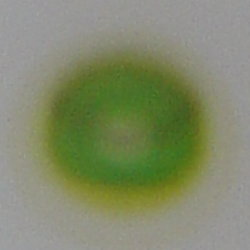
Krok 3
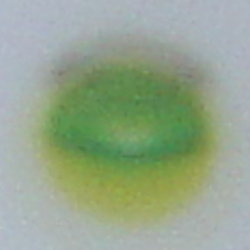
Krok 4
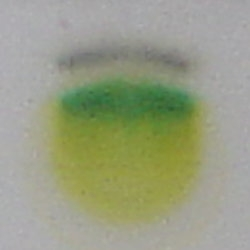
Krok 5
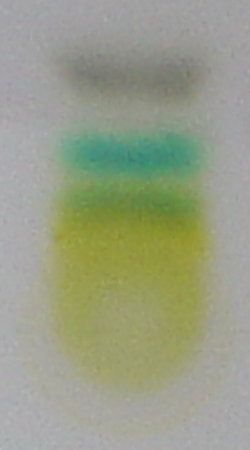
Krok 6
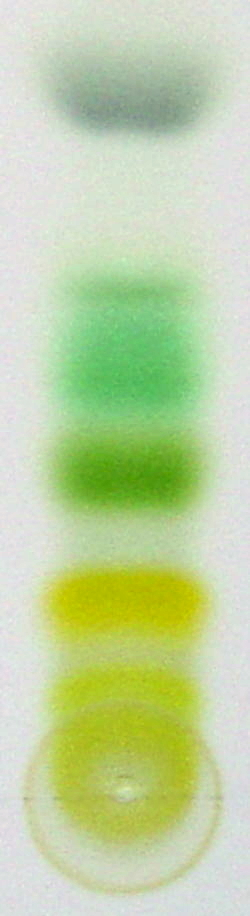
Krok 7

V některých speciálních aplikacích se používá tzv. 2D TLC, kdy se destička vyvíjí standardně v
jedné soustavě, poté se otočí o 90° a vyvíjí se v jiné vhodné soustavě.

## Stanovení výsledku
Samotné rozdělení by ani nebylo tolik zajímavé, kdyby se tak látky nedělily vždy stejně. V laboratoři tedy stačí mít připravené standardy a sledovat, jestli se chovají stejně jako analyzovaný vzorek.
Každé chemické individuum se chová odlišně podle použité vyvíjecí soustavy (směs rozpouštědel použitá k vyvíjení chromatogramu).
V různých soustavách tak můžeme pozorovat skvrnu (popř. skvrny) jedné látky v různé vzdálenosti od startu k čelu (místo kam až dovzlínala mobilní fáze). Tuto skutečnost vyjadřuje bezrozměrná veličina nazývaná retenční (retardační) faktor Rf. Ten lze vypočítat:
{\displaystyle R_{f}={\frac {V_{M}}{V_{R}}}}
Kdy VM vzdálenost středu skvrny od startu a VR vzdálenost čela od startu. Retenční faktor závisí na konkrétní vyvíjecí soustavě, na povaze látky, ale i na dalších faktorech (např. na teplotě, množství nanesené látky). Dodržíme-li však laboratorní teplotu lze
Rf faktor používat jako jednu z orientačních hodnot pro zkoušenou látku (vždy se musí uvádět s použitou soustavou). Přesto se téměř vždy používá určitý standard např. pro porovnání Rf.
Ne všechny látky jsou však barevné a tedy ne vždy provádíme přímé hodnocení chromatogramu. Ke zviditelnění skvrn můžeme použít chemické činidlo a chromatogram tzv. „vyvolat“. (např. nástřik ninhydrinem pro zviditelnění aminokyselin, vložení do par jódu apod., viz Reakční činidla v TLC). Chromatogramy se také často pozorují pod UV světlem, které řada látek specificky pohlcuje a proto jsou bezbarvé skvrny mnoha látek na TLC pod UV světlem barevné. Tuto vlastnost mají např. všechny aromatické organické sloučeniny (absorpci UV vykazuje benzenové jádro). Některé látky na TLC také světélkují (např. kyselina anthranilová a chinolindiony mají po ozáření UV výraznou fialovou fluorescenci, kys. salicylová fluoreskuje modře). Tato vlastnost však závisí na vlnové délce UV lampy a povaze fluorescenčního indikátoru dané TLC desky (uvedené údaje jsou vztaženy k vlnové délce 254 nm (tj. standardní vlnová délka laboratorních UV lamp).

## Běžné vyvíjecí soustavy
Podle povahy testovaných látek se samozřejmě používají různé vhodné soustavy (směsi rozpouštědel) popř. méně častěji čistá rozpouštědla. Vhodné je aby se látka v rozpouštědle nerozpouštěla dokonale, jinak by snadno vyvzlínala zároveň s mobilní fází až k čelu a Rf by bylo rovno téměř 1. Proto se také volí takové soustavy rozpouštědel, kdy se v jednom z nich látka rozpouští snadno a v druhém téměř ne. Běžné používané soustavy jsou např.:
čistý ethanol

chloroform:ethanol 9:1

chloroform:ethanol 19:1

hexan:ethylacetát 7:3

chloroform:aceton 85:15

Takových soustav by samozřejmě bylo možno uvést nepřeberné množství. Vhodné je použít několik podobných soustav a zjistit retenční faktory pro konkrétní látku v konkrétních soustavách, čímž se zvýší přesnost TLC analýzy.

## Využití TLC
Chromatografie na tenké vrstvě nalézá široké uplatnění v řadě laboratorních metod a v mnoha odvětvích chemie. V analytické chemii může pomoci na základě porovnání se standardem určit přítomnost konkrétní látky ve vzorku. Ačkoliv většina analytických stanovení je dnes založena na metodách instrumentální analýzy, existuje řada rychlých orientačních metod pro stanovení některých látek ve vzorku (např. stanovení PCB). V organické chemii je hojně používaná ke sledování průběhu reakce (pravidelným odebíráním reakční směsi a „očkováním“ na TLC vedle standardu eduktu či produktu lze nejen odhadovat co se v reakční směsi děje, ale zejména zjistit zda je stále přítomný edukt - výchozí látka). Neméně významné je také uplatnění TLC při určování vhodnosti elučních systémů pro sloupcovou chromatografii a pro detekci látek v jednotlivých frakcích sloupcové chromatografie.